# Лакаран
Лакаран (перс. لاكاران) — село в Ірані, у дегестані Тутакі, у Центральному бахші, шагрестані Сіяхкаль остану Ґілян. У переписі 2006 року вказане як окремий населений пункт, але без відомостей про чисельність населення.

## Клімат
Середня річна температура становить 13,99 °C, середня максимальна – 27,90 °C, а середня мінімальна – -0,24 °C. Середня річна кількість опадів – 832 мм.
| Клімат поселення                              | Клімат поселення | Клімат поселення | Клімат поселення | Клімат поселення | Клімат поселення | Клімат поселення | Клімат поселення | Клімат поселення | Клімат поселення | Клімат поселення | Клімат поселення | Клімат поселення | Клімат поселення |
| Показник                                      | Січ.             | Лют.             | Бер.             | Квіт.            | Трав.            | Черв.            | Лип.             | Серп.            | Вер.             | Жовт.            | Лист.            | Груд.            |                  |
| Середній максимум, °C                         | 12,21            | 11,36            | 12,36            | 16,50            | 21,37            | 26,56            | 27,90            | 27,73            | 23,36            | 20,23            | 16,12            | 12,10            |                  |
| Середня температура, °C                       | 6,40             | 5,56             | 6,54             | 10,70            | 15,58            | 20,76            | 23,72            | 23,54            | 19,16            | 16,04            | 11,93            | 7,92             |                  |
| Середній мінімум, °C                          | 0,61             | −0,24            | 0,75             | 4,90             | 9,78             | 14,96            | 19,54            | 19,36            | 14,98            | 11,86            | 7,76             | 3,74             |                  |
| Норма опадів, мм                              | 75               | 66               | 80               | 56               | 43               | 25               | 25               | 38               | 80               | 127              | 112              | 105              |                  |
| Середньомісячна швидкість вітру, м/с          | 2.22             | 2.50             | 2.50             | 2.48             | 2.24             | 2.13             | 2.40             | 2.18             | 1.92             | 2.10             | 2.01             | 2.07             |                  |
| Середньомісячна сонячна радіація, кДж/м²·день | 7254             | 9429             | 11458            | 15777            | 19534            | 21660            | 22186            | 18943            | 15546            | 11077            | 8849             | 6898             |                  |
| --------------------------------------------- | ---------------- | ---------------- | ---------------- | ---------------- | ---------------- | ---------------- | ---------------- | ---------------- | ---------------- | ---------------- | ---------------- | ---------------- | ---------------- |
| Джерело:                                      |                  |                  |                  |                  |                  |                  |                  |                  |                  |                  |                  |                  |                  |